# Museo Marítimo Mel Fisher
El Museo Marítimo Mel Fisher, en inglés Mel Fisher Maritime Heritage Museum, está situado en el número 200 de la calle Greenee, Cayo Hueso, Florida. El museo contiene una extensa colección de objetos precedentes de naufragios de siglo XVII, como los de los navíos Henrietta Marie, Nuestra Señora de Atocha y Santa Margarita.  También están presentes los resto del naufragio del Santa Clara y de un galeón de la época de la conquista (1564), el Guerrero & Ágil. En el segundo piso, el museo tiene una galería rotatoria que actualmente muestra una exposición sobre los balseros cubanos que llegan a Cayo Hueso en unas balsas artesanas. Citas arqueológicas terrestres incluyen el cementerio africano de Cayo Hueso, localizado en Playa Higg.  
El museo recibe el nombre de su fundador Mel Fisher y fue establecido como  una organización caritativa sin ánimo de lucro 501(c)3, de tal modo que la fortuna de Fisher no está financieramente unida al museo. Es un museo, un laboratorio y un centro de investigación reconocido a nivel nacional. 
El museo cuenta con un laboratorio arqueológico y de conservación plenamente operativo, donde se admite la entrada de los visitantes que realizan la visita del museo, y donde pueden tocar los aparatos mientras aprenden acerca de las diversas etapas del proceso de conservación de los objetos. Algunos objetos, según su tipo y densidad, puede llevar desde semanas a años para completar su completa conservación antes de exponerse en el museo. 
En diciembre de 2015 la exposición del piso de arriba, además del barco negrero Henrietta Marie, incluyó una exhibición sobre un grupo de esclavos liberados en Cayo Hueso en 1860, la preservación de elementos recuperados bajo el mar, y la piratería de Caribe.

## El robo del lingote de oro
Una atracción turística muy popular era un lingote de oro, que podía ser levantado por los visitantes en un caja de plexiglas. Esta barra fue robada por dos ladrones en agosto de 2010.